# Little Coxwell
Pour les articles homonymes, voir Coxwell.

Little Coxwell est un village et une paroisse civile de l'Oxfordshire, en Angleterre. Il se trouve à 1,5 milles (2,4 km) au sud de Faringdon et à 0,8 milles (1,3 km) à l'est de Great Coxwell. On y dénombre 132 habitants en 2001.

## Histoire
Au XIIe siècle, des moines cisterciens de l'abbaye de Beaulieu édifient à Little Coxewell une église anglicane dédiée à Marie. Le village dépend alors de la paroisse ecclésiastique de Great Faringdon. Il accède au statut de paroisse civile en 1866.

## Politique et administration
Little Coxwell fait partie du Berkshire jusqu'à la réforme du gouvernement local en 1974, qui rattache le district de Vale of White Horse à l'Oxfordshire.

## Établissements
Le village possède un pub, le Eagle Tavern.
La Hurlingham Polo Association (en), qui organise les tournois de polo dans les îles britanniques, a son siège à Manor Farm à Little Coxwell.